# Station Askim
Station Askim is een spoorwegstation in  Askim in fylke Viken in Noorwegen. Het station, uit 1882, ligt aan de oostelijke tak van Østfoldbanen. Askim wordt bediend door de stoptreinen van lijn L22 die rijden tussen Skøyen en Mysen.